# Zeke Jones
Zeke Jones (n. 2 decembrie 1966, Ypsilanti⁠(d), Michigan, SUA) este un luptător american, medaliat olimpic. A participat la o ediție a Jocurilor Olimpice (1992) în care a câștigat o medalie de argint.

## Participări
Lista de mai jos prezintă principalele competiții la care a participat Zeke Jones de-a lungul carierei.
- wrestling at the 1992 Summer Olympics – men's freestyle 52 kg[*]